# Willington (Warwickshire)
Willington – wieś w Anglii, w hrabstwie Warwickshire. Leży 26 km na południe od miasta Warwick i 120 km na północny zachód od Londynu.